# Río Zumel
Río Zumel är ett vattendrag i Spanien. Det ligger i den centrala delen av landet, 180 km norr om huvudstaden Madrid.